# Cydia (aplicació)
Cydia va ser una aplicació de programari per a equips iOS per a descarregar i instal·lar aplicacions de fora de la App Store oficial d'Apple Inc. Va ser llançat originalment com una alternativa de codi obert per Installer.app a iOS 1.1.x, però ràpidament es va convertir en el gestor de paquets més popular des de l'alliberament de l'iOS 2.0.
L'aplicació va ser creada per Jay Freeman i el seu nom fa referència al cuc comú de la poma, Cydia pomonella, per fer referència que és un programa tipus "cuc" que es fica dins dels dispositius d'Apple, o sigui, la poma.

## Propòsit
La principal intenció de Cydia era proveir programari i altres modificacions que no estaven disponibles a l'App Store per als usuaris d'equips desbloquejats (jailbreak). Cydia permetia la gestió de paquets dpkg mitjançant una interfície gràfica com "saurik".
Funcionava a través de repositoris (repos) afegits pels mateixos usuari. Aquests fitxers tenien extensió .deb, i podien ser instal·lats descarregant-se del seu respectiu lloc web (des del dispositiu) o copiant-los a la carpeta de Cydia, i reiniciant el dispositiu.
El propòsit d'aquesta aplicació va ser personalitzar l'iPhone, iPad o iPod touch a gust de l'usuari.
Cydia no era necessari per instal·lar paquets APT, no obstant això, per als usuaris resultava més fàcil i visual per buscar, trobar i instal·lar aplicacions.

## Cydia Store
El març de 2009, Freeman va introduir una manera simple i unificada de vendre aplicacions de Cydia enllaçant totes les compres a un compte simple, tal com la App Store. Els usuaris podien usar Amazon Payments o PayPal per comprar aplicacions de la tenda. A diferència de l'App Store, els paquets de pagament a través Cydia no eren controlats per DRM, tret que el desenvolupador triï les seves pròpies mesures de protecció. El comprovant del pagament era enllaçat a un compte de Google o Facebook i, en cas que els usuaris adquireixin nous dispositius iOS o actualitzin el sistema, podien tornar a descarregar les apps sense cost adicional.
Encara que l'opció existís i fos molt popular, els desenvolupadors no estaven obligats a usar el sistema de la Cydia Store per als seus paquets. Per exemple, LockInfo, MewSeek, biteSMS o WiFi Sync no utilitzaven aquest sistema, sinó un registre diferent que el desenvolupador controla.
El 10 de setembre de 2010 Freeman va anunciar que la seva companyia, Saurik IT, LLC va adquirir Rock Your Phone, Inc. (conegut com a Rock App) per fer de Cydia la botiga d'aplicacions de tercers per a dispositius iOS amb Jailbreak més important.
El 15 de desembre de 2018, s'anuncia el seu tancament, després de la decadència del jalibreak en els últims anys